# Vladimír Kozák
Vladimír Kozák (19. dubna 1897 Bystřice pod Hostýnem – 3. ledna 1979 Curitiba) byl český cestovatel, fotograf, filmař a etnolog, který většinu svého života prožil v Brazílii a zasvětil ho poznávání kultury tamějších indiánů.

## Život

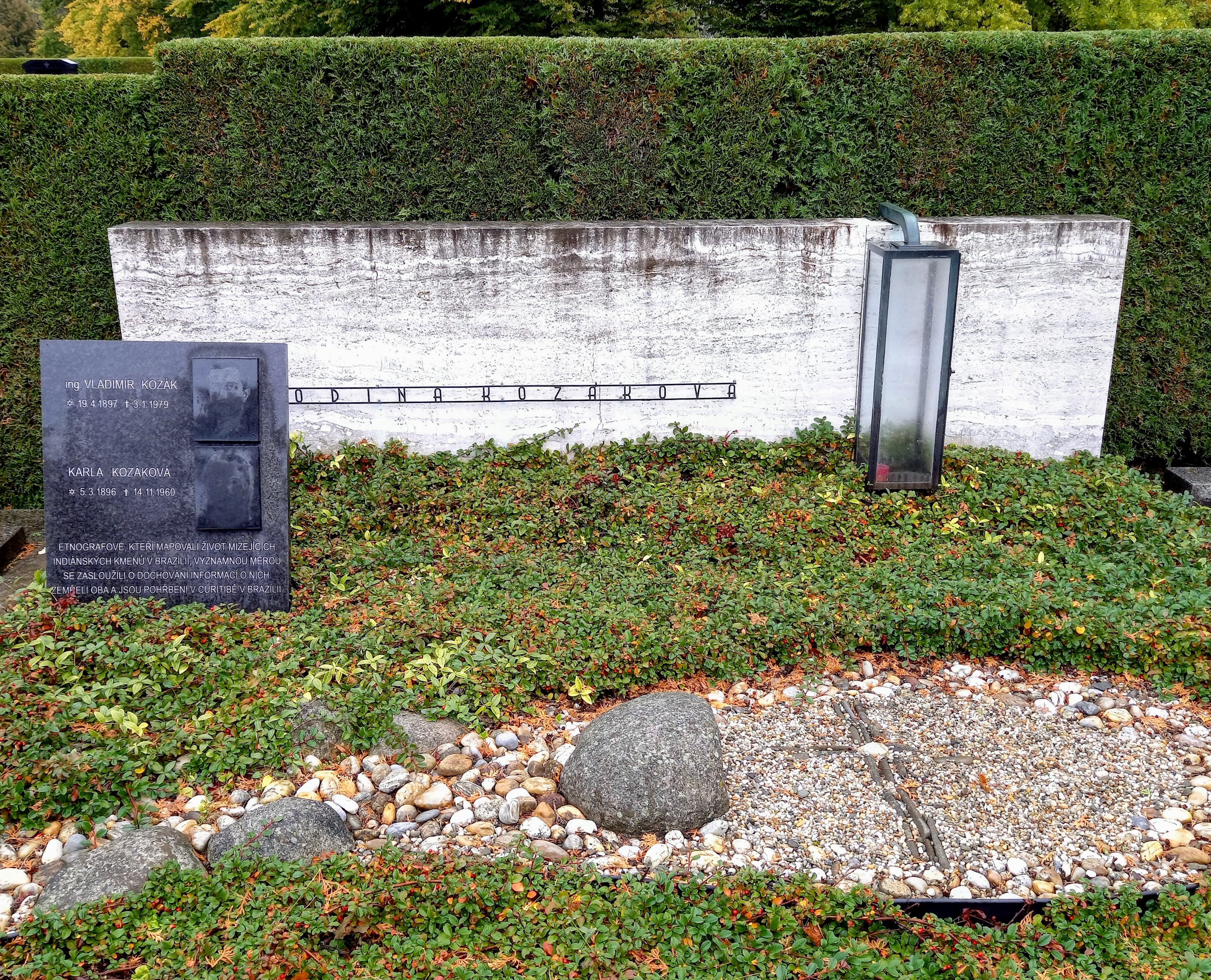
Kenotaf na hřbitově v Bystřici pod Hostýnem

Pocházel z chudé rodiny z Bystřice pod Hostýnem, jeho otec byl zámečníkem. Za první světové války byl u letectva, poté vystudoval Vyšší strojnickou školu v Brně. V roce 1924 odjel do Brazílie, kde žil jeho dědeček. Jeho původním cílem byly Spojené státy, ale nakonec v Brazílii zůstal. Získal zde místo jako elektroinženýr, pracoval v městské elektrárně v Curitibě ve státě Paraná. Brzy začal podnikat výpravy do pralesa, za poznáním brazilské přírody i původního obyvatelstva. Od počátku se věnoval dokumentární fotografii, natočil také mnoho dokumentárních filmů. Později působil na etnografické fakultě Univerzity v Paraná, řadu let zde vedl katedru dokumentárního filmu. Do své vlasti se vrátil na krátko pouze jednou, v roce 1935. Do Brazílie za ním po třech letech přijela jeho sestra Karla, která se stala jeho spolupracovnicí a účastnila se jeho dalších výprav. Za indiány do pralesa jezdil Kozák do svých téměř osmdesáti let, shromáždil také mnoho etnografického materiálu, kromě fotografií a filmů pořizoval i magnetofonové nahrávky indiánských vyprávění. Měl také umělecký talent – indiány maloval a modeloval jejich hlavy. V posledních letech svého života se věnoval filmování motýlů a promítání svých filmů. Zemřel ve věku 81 let ve svém domě v Curitibě a je pochován spolu se svou sestrou, která zemřela již v roce 1960, na hřbitově ve čtvrti Água Verde.

## Význam
Kozák má nesporné zásluhy na zdokumentování života brazilských indiánů různých kmenů, z nichž některé již téměř vyhynuly. Za svých cest pořídil desetitisíce fotografií a stovky filmů, zůstalo po něm i více než tisíc obrazů – většina jeho pozůstalosti je v majetku Muzea Paranaense v Curitibě. Jeho film o životě indiánů již zaniklého kmene Héta (též Xéta či Šetá), kteří ještě v 50. letech 20. století žili jako v době kamenné, byl v roce 1958 vyznamenán zlatou medailí brazilské antropologické společnosti. Unikátní jsou jeho fotografie a popis výroby kamenné sekery – byl pravděpodobně posledním bělochem, kterému se tuto činnost podařilo vidět. Časopis Natural History otiskl jeho studii o pohřebních rituálech kmene Bororo Jeho odborná práce Héta: Fish in a Dry Pond byla publikována v prestižním vědeckém časopise Anthropological Papers v roce 1979 krátce po jeho smrti.
Své bohaté etnografické sbírky Kozák zčásti rozprodal - kromě Muzea Paranaense se nalézají také v muzeích v New Yorku, kanadském Calgary a ve Francii.

## Vztah k vlasti a obraz od Zdeňka Buriana
Přestože získal brazilské občanství, na svou vlast Kozák nikdy nezapomněl. Dopisoval si s přáteli z mládí, sledoval zdejší politické události, svůj deník si psal česky. Své sbírky chtěl původně přenechat československému státu, ale nesetkal se s velkou vstřícností našich tehdejších představitelů. Přesto chtěl, aby po něm nějaká památka v původní vlasti zůstala. Když se rozhodl objednat u malíře Zdeňka Buriana, kterého velmi obdivoval, obraz své milované sestry mezi indiány, věnoval ho svému rodnému městu. Stanovil si jako podmínku, že obraz bude umístěn na nějakém veřejném místě. Na obraz nakonec malíř namaloval nejen Karlu, ale i samotného Kozáka. Obraz byl odevzdán městu v roce 1976 a visí v bystřické radnici.

## Znovuobjevení zapomenutého rodáka
V Československu byl Vladimír Kozák prakticky neznám. Poprvé se o něm zmínil v cestopisu Do Brazílie za Indiány etnolog Čestmír Loukotka, který se s ním v Curitibě setkal v roce 1957 a podnikl s ním i menší výpravu do pralesa (ve svém vyprávění ho oceňuje jako člověka a obdivuje jeho rozsáhlé sbírky). Na Kozákově "znovuobjevení" má hlavní zásluhu etnolog Mnislav Zelený zvaný Atapana, který se s jeho jménem setkal v brazilském muzeu při své cestě po Brazílii v roce 1989; podrobnější informace získal od Kozákova přítele dr. Trevisana. V roce 1997 pak Atapanův žák Pavel Vaculík podnikl cestu do Curitiby a kromě materiálů o Kozákově životě odtud přivezl i kopie jeho filmů. U příležitosti 100. výročí narození byla v Bystřici pod Hostýnem odhalena Kozákova pamětní deska.
V roce 1999 byl vydán výběr Kozákovy korespondence s přítelem Františkem Faulhammerem Dopisy z Brazílie. Kozákův životní příběh vypráví také dokumentární film České televize Muž z obrazu z cyklu České stopy z roku 2016.